# Орнен
Орнен (фр. Hornaing) — коммуна во Франции, регион О-де-Франс, департамент Нор, кантон Сен-ле-Нобль. Расположена в 13 км к западу от Валансьена и в 19 км к востоку от Дуэ, в 2 км от автомагистрали А21 «Рокада миньер».
Население (2017) — 3 553 человека.

## Экономика
Структура занятости населения:
- сельское хозяйство — 3,5 %
- промышленность — 7,3 %
- строительство — 8,7 %
- торговля, транспорт и сфера услуг — 31,4 %
- государственные и муниципальные службы — 49,2 %

Уровень безработицы (2017) — 18,8 % (Франция в целом — 13,4 %, департамент Нор — 17,6 %). 

Среднегодовой доход на 1 человека, евро (2017) — 18 630 (Франция в целом — 21 110, департамент Нор — 19 490).

## Демография
Динамика численности населения, чел.

## Администрация
Пост мэра Орнена с 2008 года возглавляет Фредерик Деланнуа (Frédéric Delannoy), член Совета департамента Нор от кантона Сен-ле-Нобль. На муниципальных выборах 2020 года возглавляемый им список социалистов был единственным.
| Период | Период | Фамилия           | Партия                  | Примечания               |
| ------ | ------ | ----------------- | ----------------------- | ------------------------ |
| 1995   | 2008   | Ален Ладю         | Коммунистическая партия |                          |
| 2008   |        | Фредерик Деланнуа | Социалистическая партия | член Совета департамента |

## Ссылки

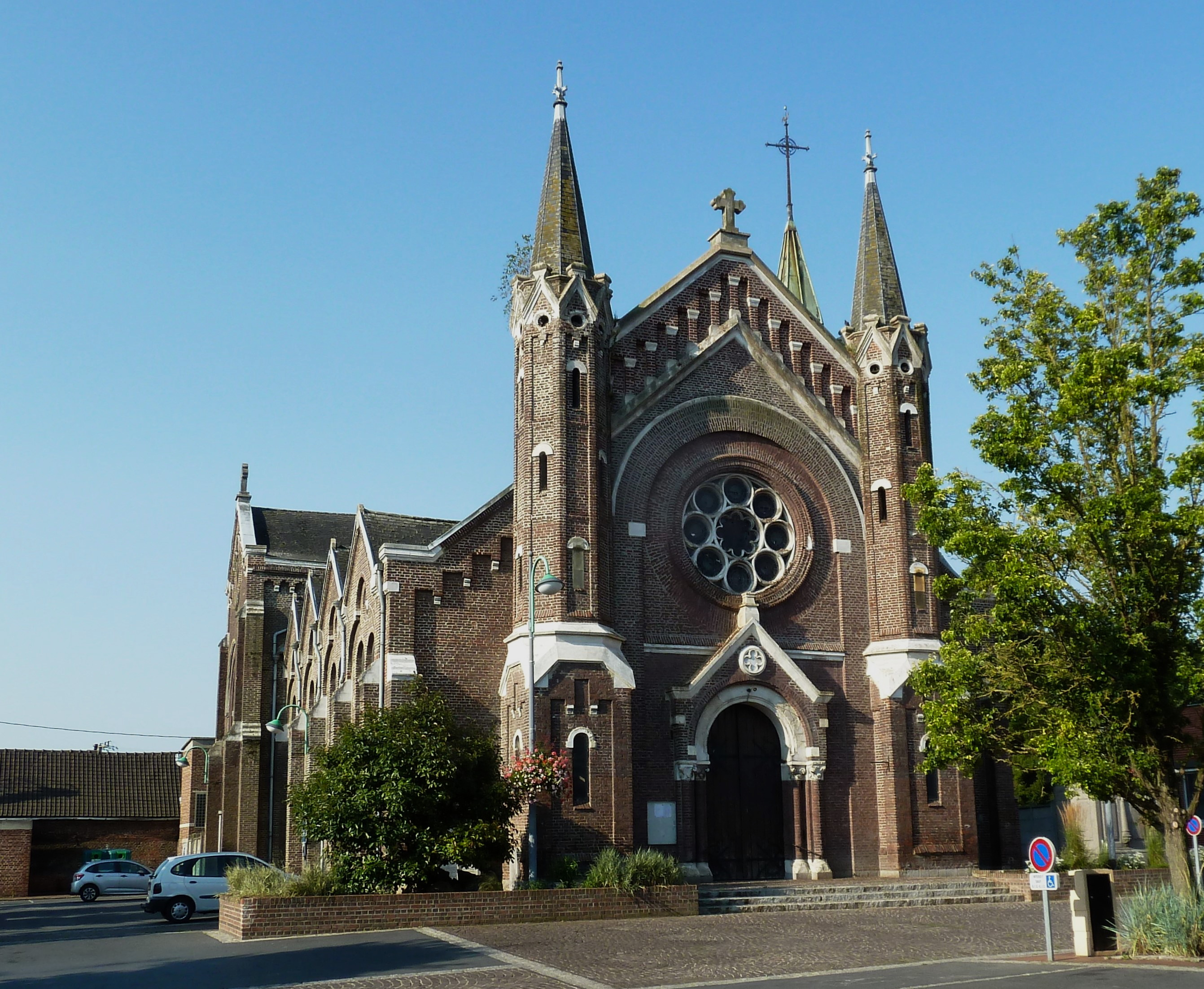
Церковь Святого Иоанна Крестителя